# Фунес памятливый
«Фуне́с па́мятливый» (исп. Funes el memorioso) — рассказ аргентинского писателя Хорхе Луиса Борхеса. В других переводах: «Фунес, чудо памяти» или «Фунес, помнящий».

## Сюжет
Борхес от первого лица рассказывает историю знакомства с Иренео Фунесом, молодым человеком, который после падения с лошади обрёл удивительную способность навсегда запоминать всё, что он почувствовал (видел, слышал, осязал и т. д.). Ключевая сцена рассказа — ночной разговор рассказчика с Фунесом, прикованным к постели из-за травмы. Фунес считает, что до инцидента с лошадью (голубоватого оттенка!) «в течение девятнадцати лет он жил как человек во сне: смотрел не видя, слушал не слыша, забывал всё — почти всё».
Чтобы убить время, Фунес развлекается тем, что восстанавливает переживания целого дня (единственный недостаток этого занятия — то, что оно также занимает целый день), а также составляет собственную систему счисления, где каждое число имеет своё название, «вместо семи тысяч тридцати он сказал бы, например, Максимо Перес; вместо семи тысяч сорока — поезд». Борхес пытается объяснить, что такая система в точности противоречит системе счёта, но Фунес не понимает его или не хочет понимать.

## Основные темы в рассказе

### Саванты
Фунеса можно сравнить со страдающим синдромом саванта, психическим заболеванием, в результате которого человек приобретает сверхъестественные интеллектуальные возможности. Существование эйдетической памяти, которой обладает герой, — спорно, хотя американскими неврологами подтвержден один случай гипертимезии, невероятно детальной автобиографической памяти.

### Наука
В рассказах Борхеса часто упоминаются чисто научные темы, вроде бы непригодные для того, чтобы быть основой литературного произведения, но тем не менее ими являющиеся. Это и универсальный язык в рассказе «Аналитический язык Джона Уилкинса», и все возможные сочетания 25 орфографических символов «Вавилонской библиотеки», и науки Тлёна.
Благодаря своему удивительному дару, а также тому, что составные числительные состоят из нескольких слов, Фунес составляет собственную систему счисления, в которой каждое число привычной нам десятичной системы счисления обозначено меткой.

## В кинематографе
Фильм Кристофера Дойла «Прочь слова!» в значительной степени вдохновлен рассказом Борхеса.